# Olympus
A Olympus Corporation (オリンパス株式会社, Orinpasu Kabushiki-gaisha) é uma empresa japonesa de equipamentos ópticos. Fundada por Takeshi Yamashita, começou suas operações em outubro de 1919 produzindo microscópios e termômetros, destacando-se atualmente no mercado de câmeras digitais e equipamentos médicos e científicos.
A marca Olympus foi registrada em 1921. Em 1942 a empresa teve seu nome mudado para Takachiho Optical Co., Ltd. A partir de 1949 o nome oficial seria Olympus Optical Co., Ltd.

## História

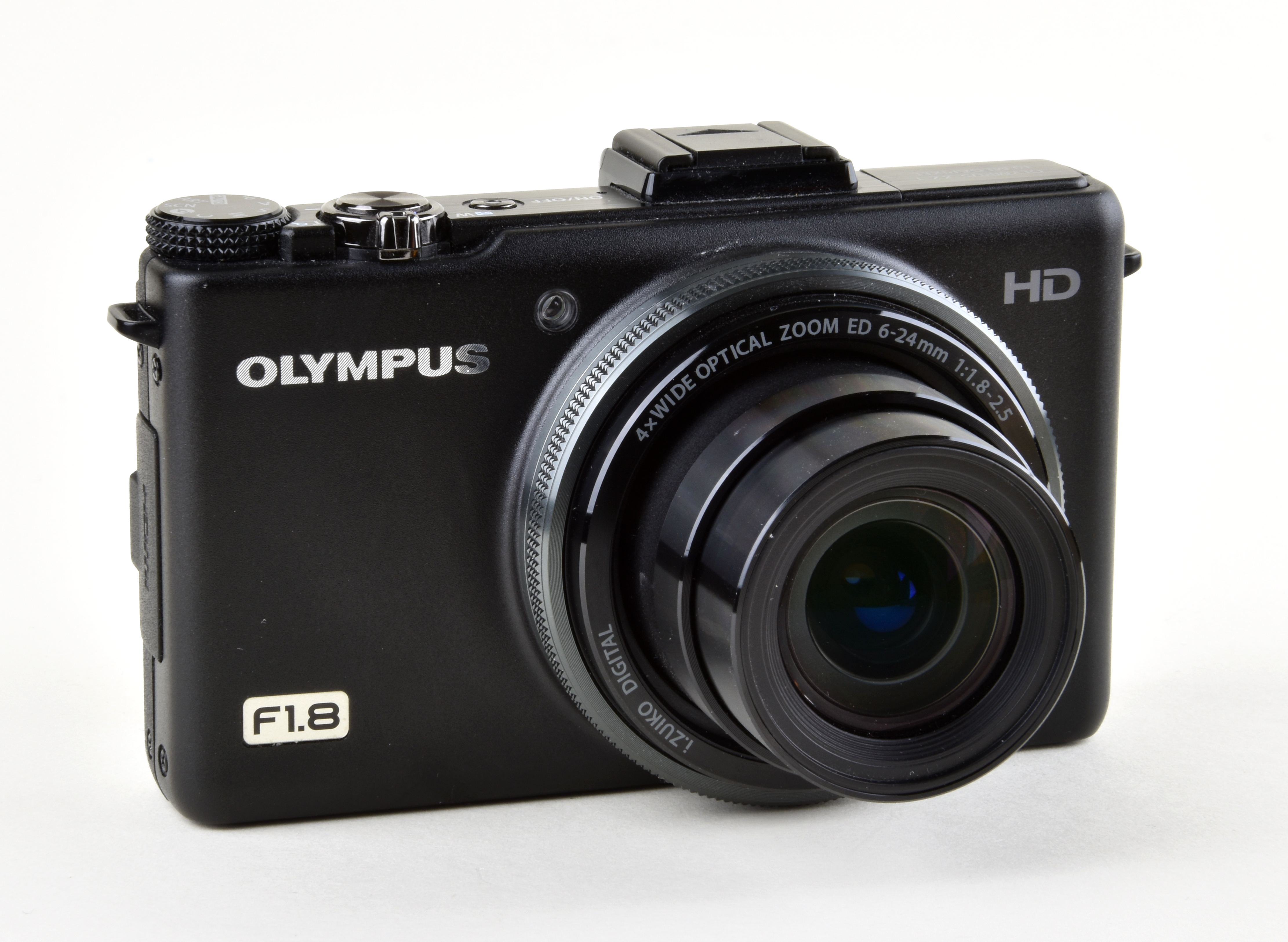
Câmera Olympus.

A primeira câmera fotográfica Olympus, chamada Semi-Olympus I, foi lançada em 1936. A Olympus lançou a 35 I, primeira câmera japonesa com obturador de lente, em 1948. Em 1959, surgiria o modelo Pen, de meia chapa. Nos anos seguintes a Olympus aperfeiçoou seu know-how desenvolvendo produtos para o mercado fotográfico profissional e amador. Desde 1996 a empresa Olympus fabrica modelos de câmeras digitais.
Paralelamente, a Olympus investia em pesquisas para equipamentos de uso médico e científico criando a primeira câmera médica, a gastrocâmera em 1950, como também para equipamentos de áudio, criando o primeiro gravador microcassete do mundo.
Nos anos 60, a Olympus expandiria seus negócios pelo mundo, abrindo subsidiárias em Hamburgo, Alemanha e nos EUA, para comercialização de produtos médicos e microscópios, além de câmeras fotográficas.
Em 2011, o CEO da empresa Tsuyoshi Kikukawa foi demitido sob a alegação de que ele pagou cerca de 1,6 bilhões de dólares à uma das principais organizações criminosas do mundo e a maior desde sempre no Japão, a Yakuza. O escândalo percorreu o mundo em capas de jornais e nas principais estatais de TV. Algo parecido ocorreu em 1994, quando o presidente da Fujifilm (empresa multinacional também japonesa) foi assassinado com uma Katana (arma branca típica japonesa) por ter recusado a pagar subornos.